# Подгаце
Подгаце (пол. Podgace) — село в Польщі, у гміні Стравчин Келецького повіту Свентокшиського воєводства.
У 1975-1998 роках село належало до Келецького воєводства.